# Бенкё, Йожеф
Йожеф Бенко (20 декабря 1740, Бардоц, ныне Бредуц, Румыния — 28 декабря 1814, Козепажта, ныне Айта-Медиэ) — венгерский учёный-энциклопедист, протестантский (реформатский) пастор, педагог, богослов, ботаник, историк, лингвист и этнограф. Жил в начале эпохи Просвещения, был одинаково успешен в естественных и гуманитарных науках.
Происходил из дворянской семьи, по национальности был секеем. После получения среднего образования в 1758 году поступил в колледж в Аюде, где изучал литературу, историю, ботанику и богословие. В 1766 году получил сан пастора, с 1787 года преподавал в колледже целый ряд дисциплин: риторику, богословие, историю, географию, естественную историю, греческий и иврит. Был известен и за пределами Венгрии, в частности, в германских государствах и Нидерландах. Первым применял систематику Линнея для обозначения видов на венгерском языке.
В последние 15 лет жизни неоднократно вступал в конфликты на религиозной почве с православными и католическими священниками, с 1796 года злоупотреблял алкоголем, вследствие чего подвергался штрафам. В эти годы ему периодически запрещали священствовать, ввиду чего он жил продажей лекарственных растений. 28 февраля 1813 года он был приговорён к пожизненному заключению за лжесвидетельство и умер на следующий год в заключении от пьянства.
Его главной работой является книга Transsilvania писался с 1781 по 1788 годы), масштабный труд о культурной истории, этнографии и истории родов современной ему Трансильвании, который до сих пор используется учёными, изучающими материальную и духовную культуру трансильванского общества; во время работы над ним Бенко совершил целый ряд путешествий по Трансильвании с целью её изучения. Был активным сторонником биномиальной номенклатуры Карла Линнея в ботанике и первым ввёл её использование в Венгрии. Написал ряд научных статей для Magyar Hírmondóba, первой газеты на венгерском языке.